# Je vous écris d'Italie
 (décembre 2016).
Si vous disposez d'ouvrages ou d'articles de référence ou si vous connaissez des sites web de qualité traitant du thème abordé ici, merci de compléter l'article en donnant les références utiles à sa vérifiabilité et en les liant à la section « Notes et références ».

Je vous écris d'Italie est un roman de Michel Déon publié en 1984 aux éditions Gallimard.

## Résumé
Jacques Sauvage, qui se plaît à italianiser son nom en "Giacomo Selvaggio", revient à Varela, petite cité d'Italie qu'il a traversée au cours de la deuxième Guerre Mondiale, en 1945, lieutenant à la tête de sa section de tirailleurs. Sous les ordres de l'extravagant capitaine de Cléry, qui après avoir remporté une victoire éclair sur la garnison allemande qui occupait la ville, s'est proclamé roi et a nommé Jacques régent de la place, ce dernier a occupé à son tour cette ville, brièvement mais assez longtemps pour lui laisser une impression indélébile de charmes et de mystères. Après la guerre, revenu à sa vie civile d'étudiant en Histoire à Paris, il reçoit une lettre de Cléry qui lui intime de retourner à Varela pour lever les mystères de la ville et aller au bout des énigmes pressenties.
Cité médiévale entourée de haut murs, fièrement dressée sur un éperon rocheux qui commande une vallée isolée, Varela a appartenu pendant plusieurs siècles aux comtes de Varela, condottiere qui ont dirigé la ville sans partage pendant de longs siècles, jusqu'à la déchéance de la famille. Mais la ville est surtout pour ses habitants un vase clos, une cocote minute où sont mis sous pression les sentiments de l'honneur, de l'amour, du sens du passé et du merveilleux. Jacques évolue en spectateur, puis en acteur, parmi ces gens qui refusent de prime abord de se dévoiler à cet étranger. Il y a d'abord Béatrice de Varela, héritière de la noble famille, que les habitants de la ville appellent la Contessina. Belle et solitaire, elle règne sur les esprits de la cité, fidèle au passé. Il y a sa sœur Francesca, énergique portrait en miroir de sa sœur aînée. Et puis il y a un peintre, un poète maudit, des serviteurs fidèles, un médecin clairvoyant, des notables, des jeunes filles tentatrices, des paysans, les habitants d'une petite cité italienne presque coupée du monde depuis des siècles, foule hypocrite et fermée sur elle-même mais qui demeure mystérieusement liée par des traditions venues du lointain passé des comtes de Varela, en particulier une fête à laquelle tous se préparent en secret, exutoire qui semble être la clé des mystères de la ville.